# Microdon iridomyrmex
Microdon iridomyrmex är en tvåvingeart som beskrevs av Shannon 1927. Microdon iridomyrmex ingår i släktet myrblomflugor, och familjen blomflugor. Inga underarter finns listade i Catalogue of Life.